# Нижнее Шулгоярви
Нижнее Шулгоярви — пресноводное озеро на территории Воломского сельского поселения Муезерского района Республики Карелии.

## Общие сведения
Площадь озера — 1 км², площадь водосборного бассейна — 760 км². Располагается на высоте 173,6 метров над уровнем моря.
Форма озера лопастная, продолговатая: оно вытянуто с северо-запада на юго-восток. Берега каменисто-песчаные, местами заболоченные.
Через озеро протекает река Чирко-Кемь.
В озере расположено не менее трёх безымянных островов различной площади.
Код объекта в государственном водном реестре — 02020000911102000005148.